# 백형남
백형남(白亨南, 1915년 11월 3일~?)은 대한민국의 정치인으로 제헌국회의원을 지냈다. 전북 익산 출신이다.

## 생애
전북 익산군 황등면에서 출생했다.정치인. 니혼 대학(日本大學) 대동청년단(大同靑年團) 익산군 단장으로 있으면서 1948년 5월 10일에 실시한 대한민국 제헌국회의원 선거에서 34세의 나이에 익산군 갑 선거구에 출마하여 당선되었다. 1950년 6·25전쟁 중 고향에서 공산군에게 피살당했다.

## 약력
- 전주신흥중학교를 졸업하였다.
- 니혼 대학 문과 3년을 중퇴하였다.
- 1948년 5월 10일 : 제헌 국회의원(전북 익산갑)

## 역대 선거 결과
|  | 41.06% |

|  | 9.48% |

## 참고자료
- 《대한민국 의정총람》, 국회의원총람발간위원회, 1994년
- 백형남 - 대한민국헌정회